# Paredes de Coura (freguesia)
A Freguesia de Paredes de Coura é uma extinta freguesia portuguesa do Município de Paredes de Coura, a qual tinha 3,09 km² de área e 1 581 habitantes (2011). Densidade populacional: 511,7 hab./km².
Foi extinta (agregada) pela reorganização administrativa de 2012/2013, sendo o seu território integrado na União das Freguesias de Paredes de Coura e Resende.

## População
| População da freguesia de Paredes de Coura | População da freguesia de Paredes de Coura | População da freguesia de Paredes de Coura | População da freguesia de Paredes de Coura | População da freguesia de Paredes de Coura | População da freguesia de Paredes de Coura | População da freguesia de Paredes de Coura | População da freguesia de Paredes de Coura | População da freguesia de Paredes de Coura | População da freguesia de Paredes de Coura | População da freguesia de Paredes de Coura | População da freguesia de Paredes de Coura | População da freguesia de Paredes de Coura | População da freguesia de Paredes de Coura | População da freguesia de Paredes de Coura |
| ------------------------------------------ | ------------------------------------------ | ------------------------------------------ | ------------------------------------------ | ------------------------------------------ | ------------------------------------------ | ------------------------------------------ | ------------------------------------------ | ------------------------------------------ | ------------------------------------------ | ------------------------------------------ | ------------------------------------------ | ------------------------------------------ | ------------------------------------------ | ------------------------------------------ |
| 1864                                       | 1878                                       | 1890                                       | 1900                                       | 1911                                       | 1920                                       | 1930                                       | 1940                                       | 1950                                       | 1960                                       | 1970                                       | 1981                                       | 1991                                       | 2001                                       | 2011                                       |
| 728                                        | 712                                        | 894                                        | 1 137                                      | 1 143                                      | 1 276                                      | 1 294                                      | 1 266                                      | 1 369                                      | 1 403                                      | 1 310                                      | 1 295                                      | 1 379                                      | 1 495                                      | 1 581                                      |

| Distribuição da População por Grupos Etários | Distribuição da População por Grupos Etários | Distribuição da População por Grupos Etários | Distribuição da População por Grupos Etários | Distribuição da População por Grupos Etários | Distribuição da População por Grupos Etários | Distribuição da População por Grupos Etários | Distribuição da População por Grupos Etários | Distribuição da População por Grupos Etários | Distribuição da População por Grupos Etários |
| -------------------------------------------- | -------------------------------------------- | -------------------------------------------- | -------------------------------------------- | -------------------------------------------- | -------------------------------------------- | -------------------------------------------- | -------------------------------------------- | -------------------------------------------- | -------------------------------------------- |
| Ano                                          | 0-14 Anos                                    | 15-24 Anos                                   | 25-64 Anos                                   | > 65 Anos                                    |                                              | 0-14 Anos                                    | 15-24 Anos                                   | 25-64 Anos                                   | > 65 Anos                                    |
| 2001                                         | 199                                          | 193                                          | 782                                          | 321                                          |                                              | 13,3%                                        | 12,9%                                        | 52,3%                                        | 21,5%                                        |
| 2011                                         | 234                                          | 189                                          | 852                                          | 306                                          |                                              | 14,8%                                        | 12,0%                                        | 53,9%                                        | 19,4%                                        |

## Património
- Edifício da antiga cadeia de Paredes de Coura
- Pelourinho de Paredes de Coura